# Зархін Олександр
Зархін Олександр (Александр) (нар. 1897, м. Золотоноша, Полтавської губ., Україна, — пом., 1988, Тель-Авів) — український інженер та винахідник єврейського походження. Найбільш відомий як винахідник процесу опріснення морської води виморожуванням.

## Біографія
Олександр народився в сім'ї релігійних сіоністів. Трудову діяльність розпочав у 1918 (обслуговування паросилової установки). Закінчив у 1931 році Ленінградський політехнічний інститут за спеціальністю електрохімія. З 1930 по 1934 рік працював науковим співробітником Ленінградського технологічного інституту. Запатентував хімічний процес з використанням магнію як «LCLA», скорочення від фрази «L'ma'an Tzion Lo Achsheh» («заради Сіону я не буду мовчати», книга Ісая) за що і був заарештований владою в 1934 році та протягом 5 років перебував в ув'язненні. Потім Зархін був завербований в Червону армію і до кінця Другої світової війни зумів дістатися до Західної Німеччини, а звідти іммігрував до Палестини влітку 1947 року. З моменту свого приїзду в Ізраїль працював в галузі опріснення морської води, видобутку нафти з бітумного каменю, вітрогенераторів, тощо.. У 1950-52 рр. працював в інституті імені Х. Вейцмана, в 1956-60 рр. радник по технології Міністерства розвитку Ізраїлю.
У галузі наукової діяльності має патенти на процеси:
- висушування, випаровування, дистиляції (1918-24),
- очищення солоної води охолодженням (1930),
- вилучення масла з бітумної маси,
- виділення кисню з повітря (1956, 1957, Ізраїль),
- опріснення води виморожуванням (1963, США)[3].

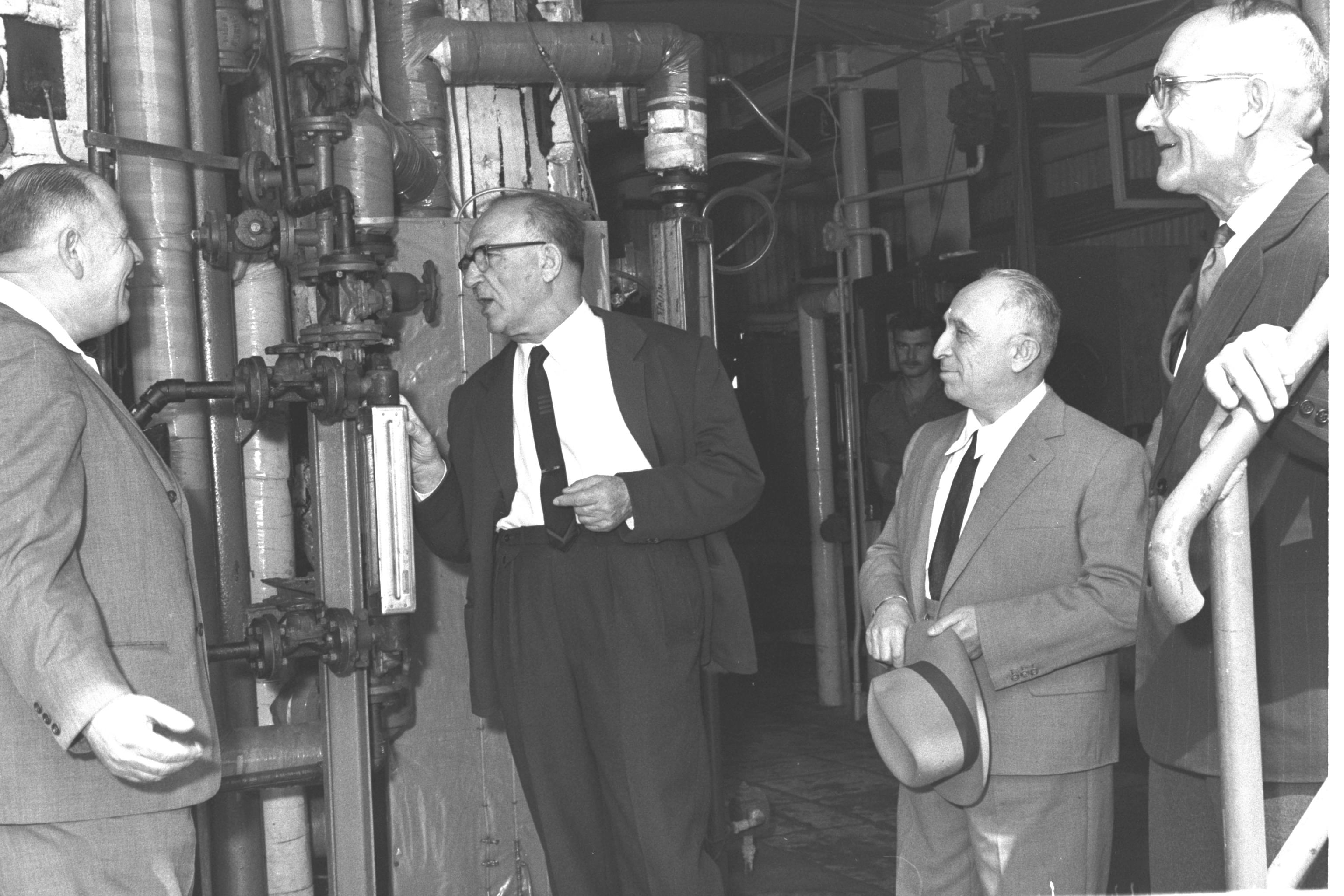
Прем'єр міністр Леві Ешколь відвідує завод з опріснення води, Ейлат, 1964

### Опріснення морської води
У 1963 році Олександр Зархін отримав патент на опріснення морської води. Метод передбачав заморожування морської води у вакуумі, а утворені кристали чистої води потім розплавляються для отримання опрісненої води. Сіль зливають у вакуумній стадії.
У 1965 році Зархін заснував IDE Technologies.